# De Havilland DH.114 Heron
El De Havilland DH.114 Heron (garza en idioma inglés) fue un avión de pasajeros creado por la compañía británica De Havilland, que voló por primera vez el 10 de mayo de 1950. Era un desarrollo del bimotor Dove, al cual se le alargó el fuselaje y se le añadieron dos motores más. El DH.114 era un monoplano con ala de implantación baja y tren de aterrizaje triciclo, empleado para el transporte de pasajeros en rutas de corto alcance. Se construyeron 149 aparatos, y fueron la base para varias conversiones como el Turbo Skyliner, el ST-27 o el DH.114-TAW.

## Diseño y desarrollo
En las últimas fases de la Segunda Guerra Mundial, el constructor de aviones De Havilland comenzó a desarrollar un nuevo pequeño avión de pasajeros bimotor, el DH.104 Dove, concebido como sustituto del anterior Dragon Rapide y que pronto demostró ser un éxito. Como desarrollo posterior, la empresa agrandó básicamente el Dove: se alargó el fuselaje para dar cabida a más pasajeros o carga, y se aumentó la envergadura para dar cabida a dos motores más. El Heron era de construcción totalmente metálica y se ideó como un diseño convencional; el avión resultante podía utilizar muchas de las piezas diseñadas originalmente para el Dove, simplificando así la logística para las aerolíneas que utilizaban ambos modelos.
Se hizo hincapié en la sencillez y robustez para producir un avión económico para rutas de corta y media distancia en zonas aisladas y remotas que no contasen con aeropuertos modernos. El Heron fue diseñado con un tren de aterrizaje fijo y motores Gipsy Queen 30, que carecían de cajas reductoras y sobrealimentadores potencialmente poco fiables.
El prototipo del Heron, registrado en la compañía De Havilland Aircraft Company, Hatfield, Reino Unido, como G-ALZL, realizó su primer vuelo con Geoffrey Pike a los mandos el 10 de mayo de 1950. El avión no estaba pintado en ese momento y, tras 100 horas de pruebas, se presentó al público el 8 de septiembre de 1950 en el Salón Aeronáutico de Farnborough, aún reluciente en su estado de metal pulido. En noviembre, el prototipo había recibido su Certificado de Aeronavegabilidad británico formal y había volado hasta Jartum y Nairobi para realizar pruebas tropicales.
El prototipo fue pintado y equipado como avión de demostración de la compañía y fue probado por British European Airways en 1951 en sus rutas escocesas. Tras la finalización exitosa de las pruebas del prototipo como avión de pasajeros regional, comenzó la producción en serie del Heron. Las primeras entregas se realizaron a NAC, la National Airways Corporation de Nueva Zelanda (que más tarde formaría parte de Air New Zealand).
El precio básico de un Heron nuevo en 1960 era de alrededor de 60 000 libras, sin la radio.

## Historia operacional

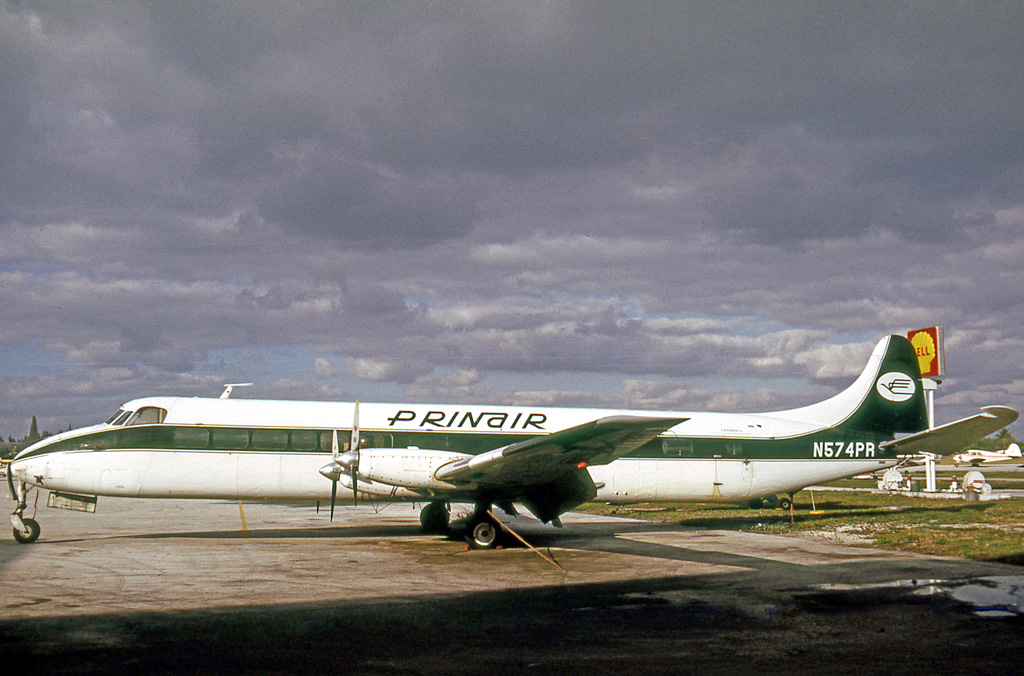
Heron de Prinair Heron con fuselaje muy alargado (5,2 m) y equipado con motores Continental 520.

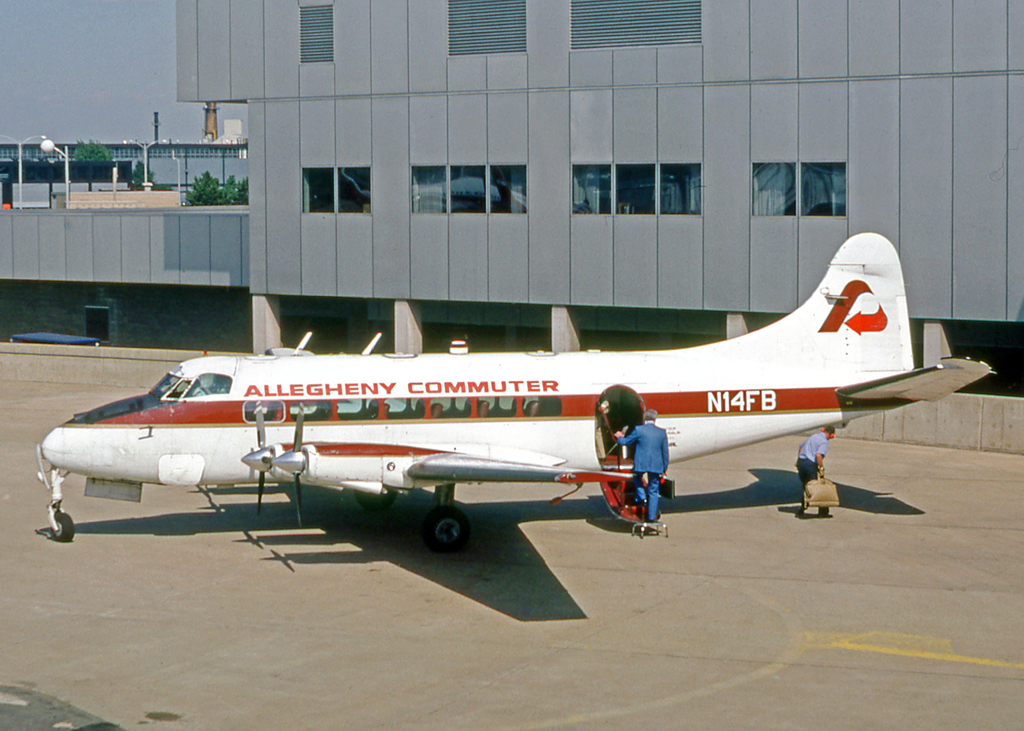
Riley Heron equipado con motores Lycoming en el Aeropuerto de Cleveland, Ohio, en 1982. Operado por Fischer Brothers para Allegheny Commuter.

El primer Heron, Series 1A, adolecía de deficiencias, como pronto descubrió NAC. En primer lugar, el avión tenía poca potencia. Sus pesados motores (que pesaban alrededor de 220 kg cada uno) tenían una potencia de sólo 190 kW (250 hp) cada uno. En comparación, las modificaciones posteriores o los aviones reconstruidos tenían hasta un 50 % más de potencia (en el caso del Saunders ST-27). A diferencia del Dove, el Heron venía con un tren de aterrizaje fijo y sin dirección de la rueda de morro, lo que simplificaba el mantenimiento, pero reducía la velocidad máxima. En segundo lugar, los largueros de las alas de aleación de aluminio ligero eran propensos a agrietarse constantemente debido a la gran carga sobre el ala causada por el exceso de peso de los motores y los aterrizajes bruscos en pistas sin pavimentar. NAC resolvió esto reemplazando los largueros de aluminio por largueros de acero más pesados, reduciendo el rendimiento del Heron Series 1A (reclasificado como 1B) a niveles antieconómicos para los servicios que se les exigía en Nueva Zelanda. NAC se deshizo de ellos en 1957.
Después de que se construyeran 51 aviones de la Series 1, la producción pasó a la Series 2, que incorporaba un tren de aterrizaje retráctil que reducía la resistencia aerodinámica y el consumo de combustible, y aumentaba ligeramente la velocidad máxima. El 2A era el equivalente al 1A, el avión de pasajeros básico, mientras que el 1B y su sucesor, el 2B, tenían un mayor peso máximo de despegue; el 2C incorporaba hélices totalmente abanderables; el Heron 2D tenía un peso máximo de despegue aún mayor, mientras que el Heron 2E era una versión vip.
En servicio, el Heron fue generalmente bien recibido por las tripulaciones de vuelo y los pasajeros, que apreciaron el factor de seguridad adicional de los cuatro motores. En una época en la que los aviones de pasajeros más pequeños todavía eran raros en regiones aisladas y remotas, el DH.114 podía proporcionar un servicio fiable y cómodo con asientos para 17 pasajeros, en asientos individuales a cada lado del pasillo.
Gracias a su fuselaje más grande, los pasajeros podían desplazarse de pie por el pasillo y también se disponía de grandes ventanas. El equipaje se almacenaba en un compartimento trasero con un área adicional más pequeña en el morro. Aparecieron algunas peculiaridades: los pasajeros que ocupaban primero las filas traseras se daban cuenta de que el Heron se "asentaba" suavemente sobre su patín trasero. Los pilotos y el personal de tierra pronto añadieron un soporte de cola para evitar que el avión se asentara de forma incómoda sobre su cola.
El rendimiento de toda la gama Heron fue relativamente "tranquilo", y después de que la producción en la fábrica de De Havilland en Chester cesara en 1963, varias compañías, en particular Riley Aircraft Corporation, ofrecieron varios kits de modificación del modelo, principalmente relacionados con la sustitución de los motores, lo que mejoró enormemente las capacidades de despegue y velocidad máxima. Riley Aircraft reemplazó los Gipsy Queen con motores bóxer Lycoming IO-540.
Una aerolínea estadounidense que llevó a cabo conversiones del tipo Riley en sus instalaciones de ingeniería del aeropuerto de Opa-locka, Florida, fue Prinair, de Puerto Rico, que reemplazó los Gipsy Queen con motores Continental IO-520. Prinair también alargó considerablemente el Heron 2 N574PR para permitir el transporte de pasajeros adicionales.
Connellan Airways también transformó sus Heron, utilizando kits de Riley. Cuando los aviones disponibles llegaron al final de su vida útil, las conversiones de motores dieron a los viejos aviones de pasajeros una nueva vida, ya que varios ejemplares fueron transformados en los años 70 y 80, incluido el N415SA, un Riley Heron que todavía volaba en Suecia el 20 de mayo de 2012 y un Riley Turbo Skyliner, número de matrícula N600PR actualmente registrado en los Estados Unidos (este ejemplar apareció en la película Club Paradise de 1986).
La modificación más radical del fuselaje básico del Heron fue el Saunders ST-27/-28, que cambió la configuración así como el "aspecto" de todo el avión con dos potentes motores turbohélice que reemplazaron la letárgica disposición de cuatro motores, un fuselaje alargado, la forma de las ventanas cambió y las puntas de las alas se volvieron cuadradas en lugar de redondeadas.

## Variantes

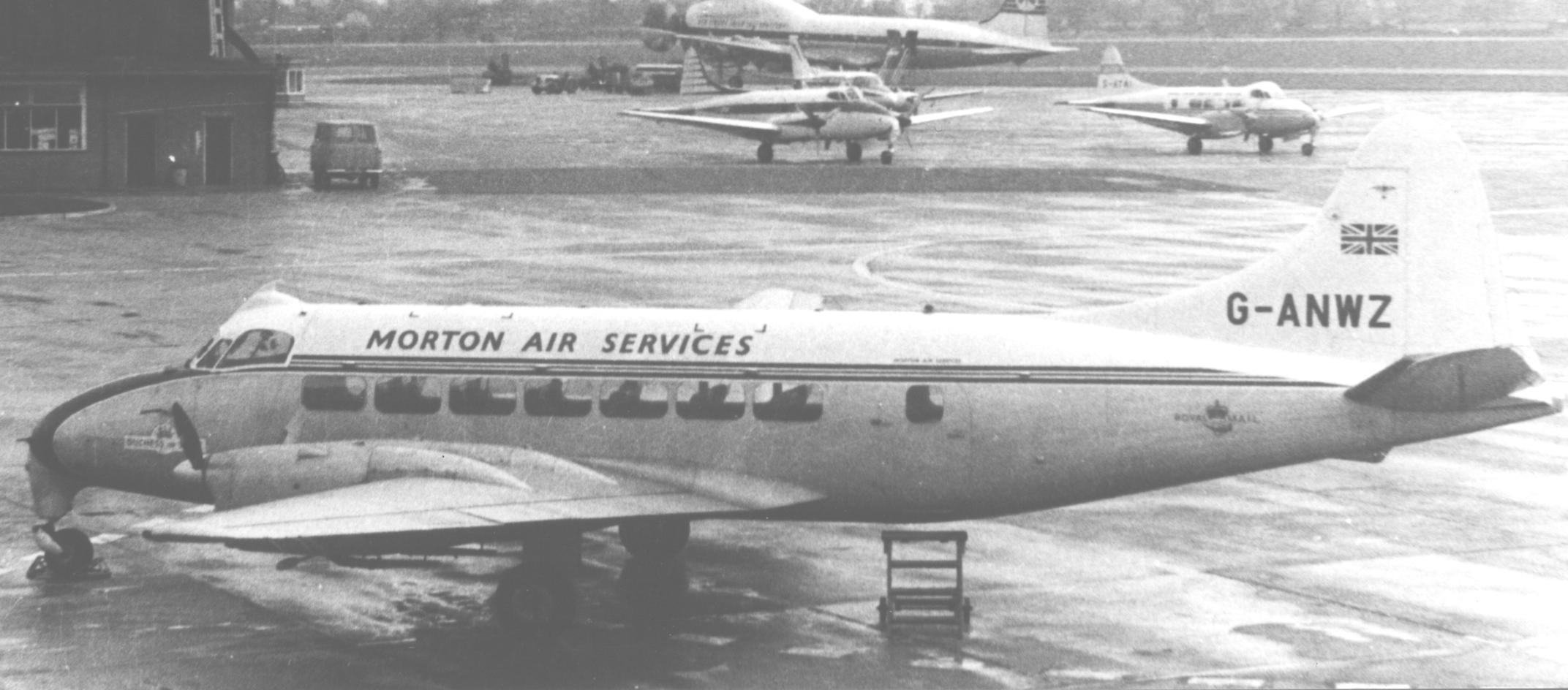
DH.114 Heron 1B de Morton Air Services en 1965. Nótese el tren de aterrizaje fijo de esta versión.

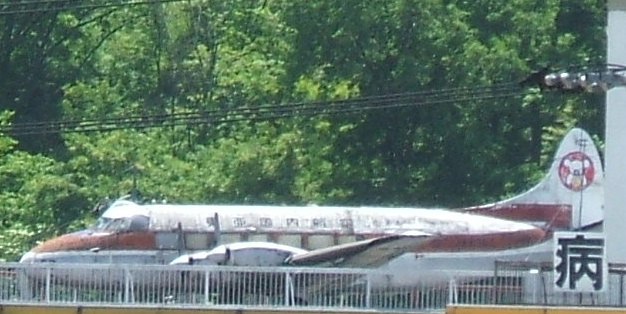
Modelo japonés personalizado DH.114 Tawron.

Heron 1
Avión de transporte ligero cuatrimotor. Equipado con tren de aterrizaje fijo.
Heron 1B
Este modelo tenía un peso al despegue aumentado de 5900 kg.
Heron 2
Avión de transporte ligero cuatrimotor. Equipado con tren de aterrizaje retráctil.
Heron 2A
Esta designación se le dio a un solo Heron 2, que fue vendido a un cliente civil en Estados Unidos.
Heron 2B
Este modelo tenía el mismo peso de despegue aumentado que el Heron 1B.
Heron 2C
Rediseño de los Heron 2B, que podrían estar equipados con hélices opcionales totalmente abanderables.
Heron 2D
Avión de transporte ligero de cuatro motores. Este modelo tenía un peso al despegue aumentado de 6120 kg.
Heron 2E
Avión de transporte vip. Un avión construido a medida.
Heron C Mk.3
Versión de transporte vip para el Queen's Flight, Real Fuerza Aérea (RAF). Dos construidos.
Heron C Mk.4
Avión de transporte vip para el Queen's Flight, RAF. Uno construido.
Sea Heron C Mk.20
Avión de transporte y comunicaciones para la Armada Real. Tres Heron 2 y dos Heron 2B ex-civiles fueron adquiridos por la Armada Real en 1961.
Riley Turbo Skyliner
Avión con nuevos motores. Varios Heron fueron equipados con motores bóxer de seis pistones Lycoming IO-540 de 216 kW (290 hp).[6] Las modificaciones fueron realizadas por la Riley Turbostream Corporation de Estados Unidos.
Saunders ST-27
El fuselaje se alargó 2,59 m para acomodar hasta 23 pasajeros. Estaba propulsado por dos motores turbohélice Pratt & Whitney Canada PT6A-34 de 560 kW (750 hp). Doce Heron fueron modificados por la Saunders Aircraft Corporation de Gimli (Manitoba), Canadá.
Saunders ST-27A y Saunders ST-27B
Las designaciones originales del ST-28.
Saunders ST-28
Versión mejorada del ST-27. Se construyó un prototipo.
Shin Meiwa TawronConversión de ShinMaywa de Japón para Toa AirWays (TAW) con motores Continental IO-470 de 194 kW (260 hp) que reemplazaron a los originales. Su nombre significa "TAW"+He"ron".
Un De Havilland Heron, matrícula G-AOXL, se conserva sobre pilotes en el exterior de Airport House (que incorporaba la torre de control del aeródromo de Croydon) en Purley Way, Croydon, Gran Londres.

## Operadores

### Militares
- Alemania
- Bélgica[8]
- Biafra
- Ceilán
- Ghana
- Irak
- Jordania
- Estado de Katanga[8]
- Kenia
- Kuwait
- Marruecos[9]
- Malasia
- Reino Unido
- Sudáfrica

## Especificaciones (Heron 2D)
Referencia datos: De Havilland Aircraft since 1909 

### Características generales
- Tripulación: Dos (piloto y copiloto)
- Capacidad: 14 pasajeros
- Longitud: 14,8 m (48,5 ft)
- Envergadura: 21,8 m (71,5 ft)
- Altura: 4,8 m (15,6 ft)
- Superficie alar: 46,4 m² (499,5 ft²)
- Peso vacío: 3697 kg (8148,2 lb)
- Peso máximo al despegue: 6123 kg (13 495,1 lb)
- Planta motriz: 4× motor lineal invertido de 6 cilindros refrigerado por aire De Havilland Gipsy Queen 30 Mk.2.
  - Potencia: 190 kW (262 HP; 258 CV) cada uno.
- Hélices: 1× DH 2/1000/2 bipala de velocidad constante por motor.
- Diámetro de la hélice: 2,13 m[11]
- Capacidad de combustible: 1870 L[11]

### Rendimiento
- Velocidad crucero (Vc): 295 km/h (183 MPH; 159 kt)
- Alcance: 1473 km (795 nmi; 915 mi)
- Techo de vuelo: 5600 m (18 373 ft)
- Régimen de ascenso: 5,8 m/s (1142 ft/min)
- Carga alar: 130 kg/m² (26,6 lb/ft²)
- Carrera de despegue para 15 m (50 pies): 739 m[11]
- Distancia de aterrizaje desde 15 m (50 pies): 629 m[11]

## Aeronaves relacionadas

### Desarrollos relacionados
- De Havilland Dove

### Aeronaves similares
- Beechcraft Model 34
- Cessna 620
- Potez 840
- PZL MD-12

### Secuencias de designación
- Secuencia DH._ (interna de de Havilland): ←  DH.111 - DH.112 - DH.113 - DH.114 - DH.115 - DH.116 - DH.117 →